# Owaka (rivière)
La rivière Owaka (en anglais : Owaka River)  est un cours d’eau du sud de l’Île du Sud de la Nouvelle-Zélande.

## Géographie
Sa source est située sur les pentes du « Mount Rosebery », à 12 km au sud de la ville de Clinton.
Elle s’écoule en direction du sud-est à travers le massif de The Catlins, une zone très au sud de l’Île du Sud de la Nouvelle-Zélande. 
Sa longueur totale est de 30 km et rejoint l’estuaire du fleuve Catlins, se déversant dans l’Océan Pacifique  au niveau de la ville de Pounawea, à  28 km au  sud de la ville de Balclutha. 
La petite ville d’Owaka est située tout près de la berge sud de la rivière.